# HTV-1
HTV-1, также известный как HTV Demonstration Flight или HTV Technical Demonstration Vehicle — первый беспилотный грузовой космический корабль H-II Transfer Vehicle, запущенный 10 сентября 2009 года на ракете-носителе H-IIB с космодрома Танегасима для пополнения запасов на Международной космической станции. HTV-1 прибыл к станции 17 сентября 2009 года и бортинженер экспедиции МКС-20 Николь Стотт, с помощью Роберта Тирска и Франка Де Винне, успешно захватила HTV-1 дистанционным манипулятором «Канадарм2» и пристыковала корабль к надирному узлу модуля «Гармония». HTV-1 доставил на станцию 3600 кг различных грузов в герметичном отсеке и два экспериментальных устройства на негерметичной платформе. После разгрузки корабль был загружен отходами, отстыкован от станции 30 октября и сведён с орбиты 1 ноября 2009 года.

## Описание миссии

### Цели
Миссия HTV-1, первый полёт беспилотного грузового космического корабля H-II Transfer Vehicle, преследовала две основные цели: доставить грузы на МКС и проверить методы сближения и работоспособность бортовых систем HTV в фактическом полёте. По этой причине этот первый космический аппарат HTV также называют «Техническим демонстрационным аппаратом» (англ. Technical Demonstration Vehicle). Во время миссии впервые была запущена ракета H-IIB и доставлены грузы на МКС. Также были проведены следующие технические проверки:
- проверка технологии сближения с МКС;
- проверка технологии безопасности и управления полётом HTV;
- демонстрация долговечности и надежности конструкции HTV на орбите;
- проверка компонентов авионики и силовой установки HTV (около 800 000 деталей);
- демонстрация входа космонавта в герметичный отсек пристыкованного HTV.

Системы сближения космического корабля основаны на системах, испытанных на спутнике ETS-VII.

## Груз
HTV-1 нёс 4500 кг полезной нагрузки, что ниже максимальной полезной нагрузки HTV в 6000 кг, чтобы позволить космическому кораблю нести дополнительное топливо и батареи для этапа проверки полета на орбите.
Масса груза в герметичном отсеке составляла 3600 кг. Припасы для Международной космической станции состояли из еды (33 % веса), материалов для лабораторных экспериментов (20 %), робота-манипулятора и другого оборудования для внешней экспериментальной платформы модуля «Кибо» (англ. JEM-EF — Japanese Experiment Module Exposed Facility) (18 %), принадлежностей для экипажа, включая одежду, туалетные принадлежности, личную почту и фотографии, флуоресцентные лампы, ведра для мусора (10 %), и упаковочные материалы (19 %).
Груз в негерметичном отсеке HTV-1 состоял из двух экспериментальных устройств: SMILES (англ. SMILES — Superconducting Submillimeter-Wave Limb-Emission Sounder) и экспериментальной полезной нагрузки HICO-RAIDS (англ. HREP — HICO-RAIDS Experiment Payload) — которые были установлены на внешней экспериментальной платформе модуля «Кибо» на МКС.

## Хроника полёта

### Подготовка к полёту
Основной блок HTV-1 (электрический модуль + двигательный модуль), негерметичный грузовой отсек, герметичный грузовой отсек и открытый поддон были доставлены и выгружены в порту Симама, Танегасима  22 апреля 2009 года. Все основные части аппарата были распакованы и доставлены на ракетный полигон Танегасима в период межу 22 и 27 апреля. Затем они были объединены по следующему графику:
- основная часть: внешний осмотр (25 апреля), испытание на соответствие (23 — 26 мая), измерение центра тяжести (29 мая — 2 июня);
- герметичный грузовой отсек: осмотр передней двигательной установки (4 — 7 мая), установка стойки (11 — 20 мая), закрытие люка (27 мая), измерение веса и центра тяжести (4 — 4 июня);
- негерметичный грузовой отсек: внешний осмотр (28 — 29 апреля), проверка контроллера (21 — 25 мая), оснащение открытым грузовым поддоном (25 — 28 мая), измерение веса и центра тяжести (27 мая — 1 июня);
- открытый грузовой поддон: установлен груз (9 — 14 мая), осмотр груза после установки (18 — 23 мая), установка в негерметичном грузовом отсеке (25 — 28 мая).

После осмотра двигательной установки и электросистемы (25 июня — 22 июля) и заправки двигательной установки (28 июля — 10 августа) были рассмотрены результаты испытаний после сборки и доставки на стартовую площадку.

### Тестирование ракеты H-IIB
HTV-1 был запущен в ходе первого полета ракеты-носителя H-IIB. Использовалась конфигурация H-IIB 304 с обтекателем полезной нагрузки типа 5S-H. Перед запуском на ракете, которая должна была запустить HTV-1, были проведены два огневых испытания. Первое испытание, состоявшее из запуска первой ступени в течение десяти секунд, первоначально планировалось провести в 05:30 UTC 27 марта 2009 года, однако оно было отменено после того, как система охлаждения стартовой площадки не сработала. Позже выяснилось, что это произошло из-за того, что ручной клапан подачи не был открыт. Испытание было перенесено на 1 апреля 2009 года, но затем снова отложено из-за протечки в трубе, связанной с системой пожаротушения стартового комплекса. Испытание было перенесено на 2 апреля 2009 года и успешно проведено в 05:00 UTC.
После этого на 20 апреля 2009 года было назначено второе испытание, в ходе которого первая ступень должна была работать в течение 150 секунд. Оно было успешно проведено в 04:00 UTC 22 апреля 2009 года после двухдневной задержки из-за неблагоприятных погодных условий. Впоследствии 11 июля 2009 г. были проведены наземные испытания с использованием наземного макета.

### Запуск и стыковка

Подход к МКС

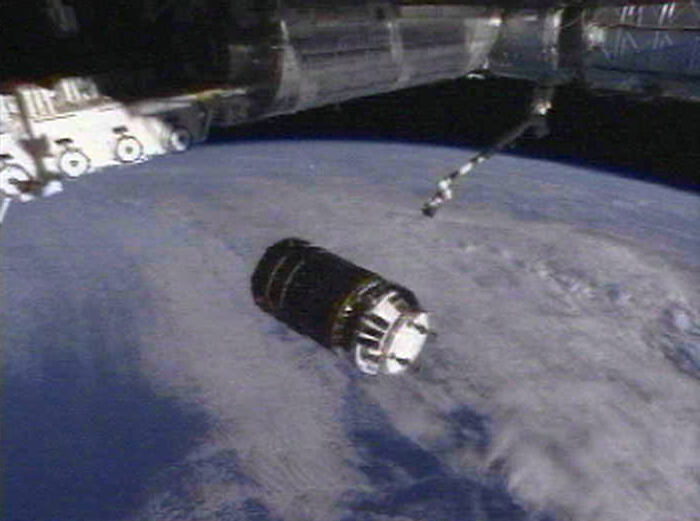
HTV-1 перед захватом

HTV-1 был успешно запущен в 17:01:46 UTC 10 сентября 2009 года на начальную орбиту с перигеем 199,8 км, апогеем 299,9 км, наклонением 51,69° (запланировано 200 км ± 10 км / 300 км ± 2 км / 51,67° ± 0,15°). Запуск состоялся со стартового комплекса Ёсинобу в Космическом центре Танегасима, и он был первым, использовавшим вторую площадку комплекса Ёсинобу LC-Y2.
Полётные операции записывались с использованием «Дня полета» (англ. FD - Flight Day), временной шкалы экипажа МКС. Прибытие HTV-1 произошло во время 20-й экспедиции (командир Геннадий Падалка, Майкл Барратт, Николь Стотт, Франк Де Виннe, Роман Романенко и Роберт Тирск). Экспедиция МКС-21 руководила отправлением HTV-1 (командир Франк Де Винне, Роман Романенко, Роберт Тирск, Максим Сураев, Джеффри Уильямс и Николь Стотт). Ни один японский астронавт не присутствовал на этапе стыковки HTV-1 к МКС. Пока корабль был пристыкован, станцию посетил космический турист Ги Лалиберте.
День запуска — FD1 (10 сентября 2009 года). На FD3 (12 сентября 2009 года) HTV-1 провёл демонстрационные испытания операций сближения с МКС, таких как маневр предотвращения столкновений. Они прошли успешно, и на FD6 (15 сентября 2009 года) группа управления миссией МКС одобрила окончательный подход. 17 сентября 2009 года HTV-1 встретился с Международной космической станцией. Он прибыл в точку начала захода на стыковку в 5 км от космической станции в 13:59 UTC, и начал последний этап захода на стыковку в 15:31 UTC. Корабль приблизился к станции на расстояние 10 метров, где был захвачен с помощью робота-манипулятора «Канадарм2» космической станции, которым управляла Николь Стотт. Первоначальный захват произошел в 19:47 UTC, а процедура была завершена в 19:51. Затем Роберт Тирск использовал «Канадарм2», чтобы переместить HTV-1 в положение готовности к стыковке под надирным портом модуля «Гармония». Корабль прибыл в эту позицию в 22:08 UTC, а к 22:12 четыре защелки закрылись, чтобы удержать его на месте. Впоследствии было закручено шестнадцать болтов, чтобы получить жёсткое сопряжение. HTV-1 оставался пристыкован до 30 октября 2009 года.

### Отстыковка и завершение миссии
Члены экипажа 21-й экспедиции Николь Стотт, Роберт Тирск и Франк Де Винне завершили последние этапы подготовки к отстыковке HTV от МКС 29 октября 2009 года. Эти шаги включали в себя отсоединение последней оставшейся силовой соединительной перемычки, закрытие люка стыковочного узла модуля «Гармония», сброс давления в тамбуре шлюза и выполнение проверки на герметичность, снятие болтов единого механизма пристыковки и раскрытие защелок, а также отсоединение HTV-1 с помощью пульта дистанционного управления манипулятором космической станцией.
Во время прохождения над Тихим океаном 30 октября 2009 года роботизированный манипулятор космической станции отпустил HTV-1. Отстыковка была отложена на один виток МКС, чтобы избежать обломков спутника Космос 2421, начавшего разрушаться в 2008 году. HTV-1 был загружен 199 единицами списанного оборудования и отходами весом 727,7 кг, а также 896 кг пустых стеллажей, всего 1624 кг. В 17:32 UTC HTV-1 был выпущен из  манипулятора и начал запланированные маневры, чтобы покинуть близость станции. HTV-1 постепенно сошёл с орбиты МКС, выполнив несколько включений двигателей, и перешел в режим одиночного полета.
Группа управления полетом HTV отправила команды на три включения двигателей в 14:55, 16:25 и 20:53 UTC 1 ноября 2009 года для подготовки разрушения корабля в атмосфере Земли. Первый запуск двигателя при сходе с орбиты длился примерно 8 минут и был завершен в 15:03 UTC 1 ноября 2009 года. Второй запуск двигателя при сходе с орбиты длился примерно 9 минут и был завершен в 16:34. После второго маневра по сходу с орбиты HTV-1 был выведен на эллиптическую орбиту с перигеем 143 км и апогеем 335 км.
HTV-1 начал третий и последний маневр по сходу с орбиты в 20:53 UTC 1 ноября 2009 года, как и планировалось, когда космический корабль пролетал над Центральной Азией. Маневр, который длился около 8 минут, был успешно завершен в 21:01 UTC, когда космический корабль пролетел вблизи южной половины Японии. По данным Японского агентства аэрокосмических исследований (JAXA), возвращение HTV-1 в атмосферу произошло в 21:25 UTC на высоте 120 км над Тихим океаном недалеко от побережья Новой Зеландии. Огненный вход и распад в атмосфере Земли ознаменовали успешное завершение 52-дневной миссии HTV-1.
По данным Японского агентства аэрокосмических исследований, некоторые из уцелевших обломков HTV, вероятно, упали на прямоугольную область, протянувшуюся через Тихий океан между Новой Зеландией и Южной Америкой.